# Aliso-Oletta
Aliso-Oletta este o arie protejată (sit de importanță comunitară — SCI) din Franța întinsă pe o suprafață de 392 ha, integral pe uscat.

## Localizare
Centrul sitului Aliso-Oletta este situat la coordonatele 42°39′20″N 9°18′00″E / 42.65556°N 9.3°E.

## Înființare
Situl Aliso-Oletta a fost declarat arie specială de conservare în baza directivei 92/43 din 1992 referitoare la conservarea habitatelor naturale și a faunei și florei sălbatice pentru a proteja 9 specii de animale.

## Biodiversitate
Situată în ecoregiunea mediteraneană, aria protejată conține 6 habitate naturale: Păduri aluvionare cu Alnus glutinosa și Fraxinus excelsior (Alno-Padion, Alnion incanae, Salicion albae), Peșteri inaccesibile publicului, Păduri de Olea și Ceratonia, Păduri de Quercus suber, Râuri mediteraneene cu debit intermitent, cu specii de Paspalo-Agrostidion, Pajiști umede mediteraneene cu ierburi înalte de Molinio-Holoschoenion.
La baza desemnării sitului se află mai multe specii protejate:
- amfibieni (1): Discoglossus sardus
- mamifere (7): liliac cârn (Barbastella barbastellus), liliac cu aripi lungi (Miniopterus schreibersii), liliac cu picioare lungi (Myotis capaccinii), liliac cărămiziu (Myotis emarginatus), liliacul mediteranean cu potcoavă (Rhinolophus euryale), liliacul mare cu potcoavă (Rhinolophus ferrumequinum), liliacul mic cu potcoavă (Rhinolophus hipposideros)
- reptile (1): țestoasa de baltă (Emys orbicularis)

Pe lângă speciile protejate, pe teritoriul sitului au mai fost identificate 3 specii de amfibieni, 9 specii de mamifere, 4 specii de reptile.